# Cyrestis nivea
Cyrestis nivea är en fjärilsart som beskrevs av Zinken-sommer 1831. Cyrestis nivea ingår i släktet Cyrestis och familjen praktfjärilar. IUCN kategoriserar arten globalt som livskraftig. Inga underarter finns listade i Catalogue of Life.

## Bildgalleri

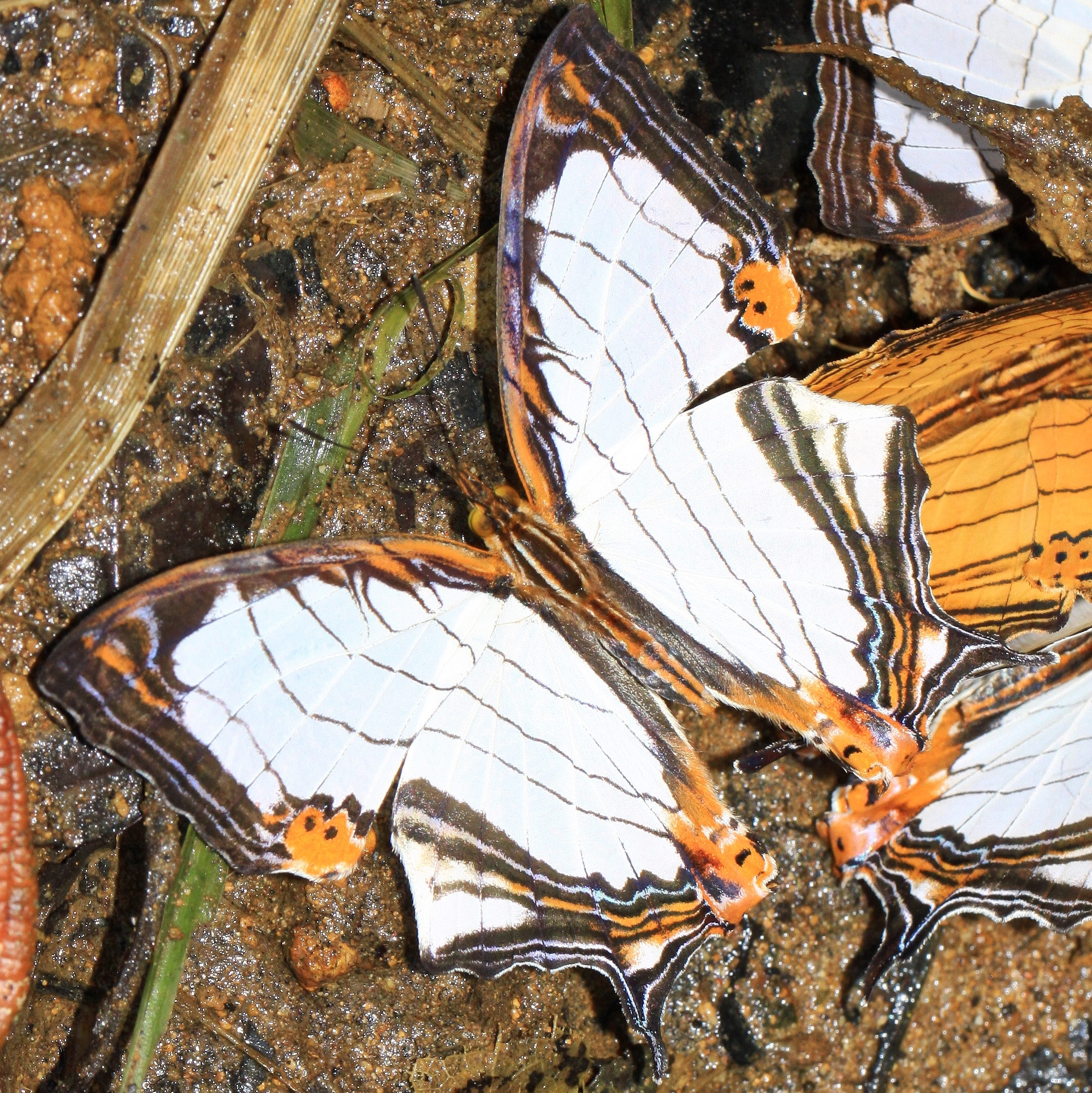